# Vrbovsko
Vrbovsko (italsky Verbosco) je město v Chorvatsku v Přímořsko-gorskokotarské župě. Nachází se u řeky Dobry, asi 67 km severovýchodně od Rijeky. V roce 2011 žilo ve Vrbovsku 1 647 obyvatel, v celé opčině pak 5 076 obyvatel.
Do opčiny spadá celkem 65 sídel, z nichž největší je středisko opčiny, město Vrbovsko. Většina sídel v opčině jsou však malé vesničky, které mnohdy nepřesahují ani 50 obyvatel, a z nichž jsou některé i opuštěné (např. Gornji Vukšići, Lesci nebo Međedi).
- Blaževci – 38 obyvatel
- Bunjevci – 35 obyvatel
- Carevići – 17 obyvatel
- Damalj – 27 obyvatel
- Dokmanovići – 61 obyvatel
- Dolenci – 11 obyvatel
- Donji Vučkovići – 15 obyvatel
- Donji Vukšići – 13 obyvatel
- Draga Lukovdolska – 19 obyvatel
- Dragovići – 6 obyvatel
- Gomirje – 342 obyvatel
- Gorenci – 44 obyvatel
- Gornji Vučkovići – 13 obyvatel
- Gornji Vukšići – 0 obyvatel
- Hajdine – 75 obyvatel
- Hambarište – 39 obyvatel
- Jablan – 209 obyvatel
- Jakšići – 52 obyvatel
- Kamensko – 4 obyvatelé
- Klanac – 35 obyvatel
- Komlenići – 11 obyvatel
- Lesci – 0 obyvatel
- Liplje – 63 obyvatel
- Lukovdol – 157 obyvatel
- Ljubošina – 170 obyvatel
- Majer – 16 obyvatel
- Mali Jadrč – 38 obyvatel
- Matići – 12 obyvatel
- Međedi – 0 obyvatel
- Mlinari – 7 obyvatel
- Močile – 81 obyvatel
- Moravice – 654 obyvatel
- Musulini – 152 obyvatel
- Nadvučnik – 32 obyvatel
- Nikšići – 30 obyvatel
- Osojnik – 100 obyvatel
- Petrovići – 15 obyvatel
- Plementinaš – 39 obyvatel
- Plešivica – 38 obyvatel
- Podvučnik – 3 obyvatelé
- Poljana – 8 obyvatel
- Presika – 14 obyvatel
- Radigojna – 38 obyvatel
- Radočaj – 0 obyvatel
- Radoševići – 33 obyvatel
- Rim – 38 obyvatel
- Rtić – 8 obyvatel
- Severin na Kupi – 157 obyvatel
- Smišljak – 21 obyvatel
- Stubica – 54 obyvatel
- Štefanci – 3 obyvatelé
- Tići – 53 obyvatel
- Tomići – 13 obyvatel
- Topolovica – 3 obyvatelé
- Tuk – 79 obyvatel
- Veliki Jadrč – 104 obyvatel
- Vrbovsko – 1 647 obyvatel
- Vučinići – 64 obyvatel
- Vučnik – 14 obyvatel
- Vujnovići – 40 obyvatel
- Vukelići – 20 obyvatel
- Zapeć – 11 obyvatel
- Zaumol – 39 obyvatel
- Zdihovo – 26 obyvatel
- Žakule – 25 obyvatel

## Doprava
Nejvýznamnější dopravní komunikací města je dálnice A6, která tvoří jeho částečný silniční obchvat. Dalšími významnými silnicemi, procházejícími Vrbovskem, jsou D3 a D42. 